# Лауе тема
Те́ма Лауе — тема в шаховій композиції. Суть теми — після вступного ходу білі розв'язують свою фігуру «А», яка створює загрозу мату, але зв'язують свою фігуру «В». Чорні розв'язують свою фігуру «а», але зв'язують свою фігуру «b» і розв'язують білу фігуру «В», яка оголошує мат на зв'язку фігури «b».

## Історія
Ідею запропонував в 1932 році шаховий композитор Курт Лауе (07.03.1887 — 11.07.1953).
В початковій позиції в білих є зв'язана фігура і білі для створення загрози розв'язують її, але при цьому зв'язується друга біла фігура. Чорні для захисту від створеної загрози розв'язують свою фігуру, при цьому зв'язується інша чорна фігура і розв'язується біла фігура, яка була зв'язана вступним ходом білих. Білі використовують посилення своєї позиції й послаблення чорних і оголошують мат чорному королю щойно розв'язаною фігурою з використанням зв'язки чорної тематичної фігури.
Ідея дістала назву — тема Лауе.
|   | a | b | c | d | e | f | g | h |   |
| 8 | f8 білий слон · a7 чорний слон · c7 білий пішак · d7 чорний пішак · f7 чорний пішак · h7 чорний кінь · a6 біла тура · b6 чорний слон · e6 чорний король · f6 чорний ферзь · h6 білий ферзь · c5 біла тура · e5 чорний пішак · g5 білий пішак · g4 чорний пішак · f3 білий кінь · g3 білий пішак · g2 білий слон · g1 білий король | f8 білий слон · a7 чорний слон · c7 білий пішак · d7 чорний пішак · f7 чорний пішак · h7 чорний кінь · a6 біла тура · b6 чорний слон · e6 чорний король · f6 чорний ферзь · h6 білий ферзь · c5 біла тура · e5 чорний пішак · g5 білий пішак · g4 чорний пішак · f3 білий кінь · g3 білий пішак · g2 білий слон · g1 білий король | f8 білий слон · a7 чорний слон · c7 білий пішак · d7 чорний пішак · f7 чорний пішак · h7 чорний кінь · a6 біла тура · b6 чорний слон · e6 чорний король · f6 чорний ферзь · h6 білий ферзь · c5 біла тура · e5 чорний пішак · g5 білий пішак · g4 чорний пішак · f3 білий кінь · g3 білий пішак · g2 білий слон · g1 білий король | f8 білий слон · a7 чорний слон · c7 білий пішак · d7 чорний пішак · f7 чорний пішак · h7 чорний кінь · a6 біла тура · b6 чорний слон · e6 чорний король · f6 чорний ферзь · h6 білий ферзь · c5 біла тура · e5 чорний пішак · g5 білий пішак · g4 чорний пішак · f3 білий кінь · g3 білий пішак · g2 білий слон · g1 білий король | f8 білий слон · a7 чорний слон · c7 білий пішак · d7 чорний пішак · f7 чорний пішак · h7 чорний кінь · a6 біла тура · b6 чорний слон · e6 чорний король · f6 чорний ферзь · h6 білий ферзь · c5 біла тура · e5 чорний пішак · g5 білий пішак · g4 чорний пішак · f3 білий кінь · g3 білий пішак · g2 білий слон · g1 білий король | f8 білий слон · a7 чорний слон · c7 білий пішак · d7 чорний пішак · f7 чорний пішак · h7 чорний кінь · a6 біла тура · b6 чорний слон · e6 чорний король · f6 чорний ферзь · h6 білий ферзь · c5 біла тура · e5 чорний пішак · g5 білий пішак · g4 чорний пішак · f3 білий кінь · g3 білий пішак · g2 білий слон · g1 білий король | f8 білий слон · a7 чорний слон · c7 білий пішак · d7 чорний пішак · f7 чорний пішак · h7 чорний кінь · a6 біла тура · b6 чорний слон · e6 чорний король · f6 чорний ферзь · h6 білий ферзь · c5 біла тура · e5 чорний пішак · g5 білий пішак · g4 чорний пішак · f3 білий кінь · g3 білий пішак · g2 білий слон · g1 білий король | f8 білий слон · a7 чорний слон · c7 білий пішак · d7 чорний пішак · f7 чорний пішак · h7 чорний кінь · a6 біла тура · b6 чорний слон · e6 чорний король · f6 чорний ферзь · h6 білий ферзь · c5 біла тура · e5 чорний пішак · g5 білий пішак · g4 чорний пішак · f3 білий кінь · g3 білий пішак · g2 білий слон · g1 білий король | 8 |
| 7 | f8 білий слон · a7 чорний слон · c7 білий пішак · d7 чорний пішак · f7 чорний пішак · h7 чорний кінь · a6 біла тура · b6 чорний слон · e6 чорний король · f6 чорний ферзь · h6 білий ферзь · c5 біла тура · e5 чорний пішак · g5 білий пішак · g4 чорний пішак · f3 білий кінь · g3 білий пішак · g2 білий слон · g1 білий король | f8 білий слон · a7 чорний слон · c7 білий пішак · d7 чорний пішак · f7 чорний пішак · h7 чорний кінь · a6 біла тура · b6 чорний слон · e6 чорний король · f6 чорний ферзь · h6 білий ферзь · c5 біла тура · e5 чорний пішак · g5 білий пішак · g4 чорний пішак · f3 білий кінь · g3 білий пішак · g2 білий слон · g1 білий король | f8 білий слон · a7 чорний слон · c7 білий пішак · d7 чорний пішак · f7 чорний пішак · h7 чорний кінь · a6 біла тура · b6 чорний слон · e6 чорний король · f6 чорний ферзь · h6 білий ферзь · c5 біла тура · e5 чорний пішак · g5 білий пішак · g4 чорний пішак · f3 білий кінь · g3 білий пішак · g2 білий слон · g1 білий король | f8 білий слон · a7 чорний слон · c7 білий пішак · d7 чорний пішак · f7 чорний пішак · h7 чорний кінь · a6 біла тура · b6 чорний слон · e6 чорний король · f6 чорний ферзь · h6 білий ферзь · c5 біла тура · e5 чорний пішак · g5 білий пішак · g4 чорний пішак · f3 білий кінь · g3 білий пішак · g2 білий слон · g1 білий король | f8 білий слон · a7 чорний слон · c7 білий пішак · d7 чорний пішак · f7 чорний пішак · h7 чорний кінь · a6 біла тура · b6 чорний слон · e6 чорний король · f6 чорний ферзь · h6 білий ферзь · c5 біла тура · e5 чорний пішак · g5 білий пішак · g4 чорний пішак · f3 білий кінь · g3 білий пішак · g2 білий слон · g1 білий король | f8 білий слон · a7 чорний слон · c7 білий пішак · d7 чорний пішак · f7 чорний пішак · h7 чорний кінь · a6 біла тура · b6 чорний слон · e6 чорний король · f6 чорний ферзь · h6 білий ферзь · c5 біла тура · e5 чорний пішак · g5 білий пішак · g4 чорний пішак · f3 білий кінь · g3 білий пішак · g2 білий слон · g1 білий король | f8 білий слон · a7 чорний слон · c7 білий пішак · d7 чорний пішак · f7 чорний пішак · h7 чорний кінь · a6 біла тура · b6 чорний слон · e6 чорний король · f6 чорний ферзь · h6 білий ферзь · c5 біла тура · e5 чорний пішак · g5 білий пішак · g4 чорний пішак · f3 білий кінь · g3 білий пішак · g2 білий слон · g1 білий король | f8 білий слон · a7 чорний слон · c7 білий пішак · d7 чорний пішак · f7 чорний пішак · h7 чорний кінь · a6 біла тура · b6 чорний слон · e6 чорний король · f6 чорний ферзь · h6 білий ферзь · c5 біла тура · e5 чорний пішак · g5 білий пішак · g4 чорний пішак · f3 білий кінь · g3 білий пішак · g2 білий слон · g1 білий король | 7 |
| 6 | f8 білий слон · a7 чорний слон · c7 білий пішак · d7 чорний пішак · f7 чорний пішак · h7 чорний кінь · a6 біла тура · b6 чорний слон · e6 чорний король · f6 чорний ферзь · h6 білий ферзь · c5 біла тура · e5 чорний пішак · g5 білий пішак · g4 чорний пішак · f3 білий кінь · g3 білий пішак · g2 білий слон · g1 білий король | f8 білий слон · a7 чорний слон · c7 білий пішак · d7 чорний пішак · f7 чорний пішак · h7 чорний кінь · a6 біла тура · b6 чорний слон · e6 чорний король · f6 чорний ферзь · h6 білий ферзь · c5 біла тура · e5 чорний пішак · g5 білий пішак · g4 чорний пішак · f3 білий кінь · g3 білий пішак · g2 білий слон · g1 білий король | f8 білий слон · a7 чорний слон · c7 білий пішак · d7 чорний пішак · f7 чорний пішак · h7 чорний кінь · a6 біла тура · b6 чорний слон · e6 чорний король · f6 чорний ферзь · h6 білий ферзь · c5 біла тура · e5 чорний пішак · g5 білий пішак · g4 чорний пішак · f3 білий кінь · g3 білий пішак · g2 білий слон · g1 білий король | f8 білий слон · a7 чорний слон · c7 білий пішак · d7 чорний пішак · f7 чорний пішак · h7 чорний кінь · a6 біла тура · b6 чорний слон · e6 чорний король · f6 чорний ферзь · h6 білий ферзь · c5 біла тура · e5 чорний пішак · g5 білий пішак · g4 чорний пішак · f3 білий кінь · g3 білий пішак · g2 білий слон · g1 білий король | f8 білий слон · a7 чорний слон · c7 білий пішак · d7 чорний пішак · f7 чорний пішак · h7 чорний кінь · a6 біла тура · b6 чорний слон · e6 чорний король · f6 чорний ферзь · h6 білий ферзь · c5 біла тура · e5 чорний пішак · g5 білий пішак · g4 чорний пішак · f3 білий кінь · g3 білий пішак · g2 білий слон · g1 білий король | f8 білий слон · a7 чорний слон · c7 білий пішак · d7 чорний пішак · f7 чорний пішак · h7 чорний кінь · a6 біла тура · b6 чорний слон · e6 чорний король · f6 чорний ферзь · h6 білий ферзь · c5 біла тура · e5 чорний пішак · g5 білий пішак · g4 чорний пішак · f3 білий кінь · g3 білий пішак · g2 білий слон · g1 білий король | f8 білий слон · a7 чорний слон · c7 білий пішак · d7 чорний пішак · f7 чорний пішак · h7 чорний кінь · a6 біла тура · b6 чорний слон · e6 чорний король · f6 чорний ферзь · h6 білий ферзь · c5 біла тура · e5 чорний пішак · g5 білий пішак · g4 чорний пішак · f3 білий кінь · g3 білий пішак · g2 білий слон · g1 білий король | f8 білий слон · a7 чорний слон · c7 білий пішак · d7 чорний пішак · f7 чорний пішак · h7 чорний кінь · a6 біла тура · b6 чорний слон · e6 чорний король · f6 чорний ферзь · h6 білий ферзь · c5 біла тура · e5 чорний пішак · g5 білий пішак · g4 чорний пішак · f3 білий кінь · g3 білий пішак · g2 білий слон · g1 білий король | 6 |
| 5 | f8 білий слон · a7 чорний слон · c7 білий пішак · d7 чорний пішак · f7 чорний пішак · h7 чорний кінь · a6 біла тура · b6 чорний слон · e6 чорний король · f6 чорний ферзь · h6 білий ферзь · c5 біла тура · e5 чорний пішак · g5 білий пішак · g4 чорний пішак · f3 білий кінь · g3 білий пішак · g2 білий слон · g1 білий король | f8 білий слон · a7 чорний слон · c7 білий пішак · d7 чорний пішак · f7 чорний пішак · h7 чорний кінь · a6 біла тура · b6 чорний слон · e6 чорний король · f6 чорний ферзь · h6 білий ферзь · c5 біла тура · e5 чорний пішак · g5 білий пішак · g4 чорний пішак · f3 білий кінь · g3 білий пішак · g2 білий слон · g1 білий король | f8 білий слон · a7 чорний слон · c7 білий пішак · d7 чорний пішак · f7 чорний пішак · h7 чорний кінь · a6 біла тура · b6 чорний слон · e6 чорний король · f6 чорний ферзь · h6 білий ферзь · c5 біла тура · e5 чорний пішак · g5 білий пішак · g4 чорний пішак · f3 білий кінь · g3 білий пішак · g2 білий слон · g1 білий король | f8 білий слон · a7 чорний слон · c7 білий пішак · d7 чорний пішак · f7 чорний пішак · h7 чорний кінь · a6 біла тура · b6 чорний слон · e6 чорний король · f6 чорний ферзь · h6 білий ферзь · c5 біла тура · e5 чорний пішак · g5 білий пішак · g4 чорний пішак · f3 білий кінь · g3 білий пішак · g2 білий слон · g1 білий король | f8 білий слон · a7 чорний слон · c7 білий пішак · d7 чорний пішак · f7 чорний пішак · h7 чорний кінь · a6 біла тура · b6 чорний слон · e6 чорний король · f6 чорний ферзь · h6 білий ферзь · c5 біла тура · e5 чорний пішак · g5 білий пішак · g4 чорний пішак · f3 білий кінь · g3 білий пішак · g2 білий слон · g1 білий король | f8 білий слон · a7 чорний слон · c7 білий пішак · d7 чорний пішак · f7 чорний пішак · h7 чорний кінь · a6 біла тура · b6 чорний слон · e6 чорний король · f6 чорний ферзь · h6 білий ферзь · c5 біла тура · e5 чорний пішак · g5 білий пішак · g4 чорний пішак · f3 білий кінь · g3 білий пішак · g2 білий слон · g1 білий король | f8 білий слон · a7 чорний слон · c7 білий пішак · d7 чорний пішак · f7 чорний пішак · h7 чорний кінь · a6 біла тура · b6 чорний слон · e6 чорний король · f6 чорний ферзь · h6 білий ферзь · c5 біла тура · e5 чорний пішак · g5 білий пішак · g4 чорний пішак · f3 білий кінь · g3 білий пішак · g2 білий слон · g1 білий король | f8 білий слон · a7 чорний слон · c7 білий пішак · d7 чорний пішак · f7 чорний пішак · h7 чорний кінь · a6 біла тура · b6 чорний слон · e6 чорний король · f6 чорний ферзь · h6 білий ферзь · c5 біла тура · e5 чорний пішак · g5 білий пішак · g4 чорний пішак · f3 білий кінь · g3 білий пішак · g2 білий слон · g1 білий король | 5 |
| 4 | f8 білий слон · a7 чорний слон · c7 білий пішак · d7 чорний пішак · f7 чорний пішак · h7 чорний кінь · a6 біла тура · b6 чорний слон · e6 чорний король · f6 чорний ферзь · h6 білий ферзь · c5 біла тура · e5 чорний пішак · g5 білий пішак · g4 чорний пішак · f3 білий кінь · g3 білий пішак · g2 білий слон · g1 білий король | f8 білий слон · a7 чорний слон · c7 білий пішак · d7 чорний пішак · f7 чорний пішак · h7 чорний кінь · a6 біла тура · b6 чорний слон · e6 чорний король · f6 чорний ферзь · h6 білий ферзь · c5 біла тура · e5 чорний пішак · g5 білий пішак · g4 чорний пішак · f3 білий кінь · g3 білий пішак · g2 білий слон · g1 білий король | f8 білий слон · a7 чорний слон · c7 білий пішак · d7 чорний пішак · f7 чорний пішак · h7 чорний кінь · a6 біла тура · b6 чорний слон · e6 чорний король · f6 чорний ферзь · h6 білий ферзь · c5 біла тура · e5 чорний пішак · g5 білий пішак · g4 чорний пішак · f3 білий кінь · g3 білий пішак · g2 білий слон · g1 білий король | f8 білий слон · a7 чорний слон · c7 білий пішак · d7 чорний пішак · f7 чорний пішак · h7 чорний кінь · a6 біла тура · b6 чорний слон · e6 чорний король · f6 чорний ферзь · h6 білий ферзь · c5 біла тура · e5 чорний пішак · g5 білий пішак · g4 чорний пішак · f3 білий кінь · g3 білий пішак · g2 білий слон · g1 білий король | f8 білий слон · a7 чорний слон · c7 білий пішак · d7 чорний пішак · f7 чорний пішак · h7 чорний кінь · a6 біла тура · b6 чорний слон · e6 чорний король · f6 чорний ферзь · h6 білий ферзь · c5 біла тура · e5 чорний пішак · g5 білий пішак · g4 чорний пішак · f3 білий кінь · g3 білий пішак · g2 білий слон · g1 білий король | f8 білий слон · a7 чорний слон · c7 білий пішак · d7 чорний пішак · f7 чорний пішак · h7 чорний кінь · a6 біла тура · b6 чорний слон · e6 чорний король · f6 чорний ферзь · h6 білий ферзь · c5 біла тура · e5 чорний пішак · g5 білий пішак · g4 чорний пішак · f3 білий кінь · g3 білий пішак · g2 білий слон · g1 білий король | f8 білий слон · a7 чорний слон · c7 білий пішак · d7 чорний пішак · f7 чорний пішак · h7 чорний кінь · a6 біла тура · b6 чорний слон · e6 чорний король · f6 чорний ферзь · h6 білий ферзь · c5 біла тура · e5 чорний пішак · g5 білий пішак · g4 чорний пішак · f3 білий кінь · g3 білий пішак · g2 білий слон · g1 білий король | f8 білий слон · a7 чорний слон · c7 білий пішак · d7 чорний пішак · f7 чорний пішак · h7 чорний кінь · a6 біла тура · b6 чорний слон · e6 чорний король · f6 чорний ферзь · h6 білий ферзь · c5 біла тура · e5 чорний пішак · g5 білий пішак · g4 чорний пішак · f3 білий кінь · g3 білий пішак · g2 білий слон · g1 білий король | 4 |
| 3 | f8 білий слон · a7 чорний слон · c7 білий пішак · d7 чорний пішак · f7 чорний пішак · h7 чорний кінь · a6 біла тура · b6 чорний слон · e6 чорний король · f6 чорний ферзь · h6 білий ферзь · c5 біла тура · e5 чорний пішак · g5 білий пішак · g4 чорний пішак · f3 білий кінь · g3 білий пішак · g2 білий слон · g1 білий король | f8 білий слон · a7 чорний слон · c7 білий пішак · d7 чорний пішак · f7 чорний пішак · h7 чорний кінь · a6 біла тура · b6 чорний слон · e6 чорний король · f6 чорний ферзь · h6 білий ферзь · c5 біла тура · e5 чорний пішак · g5 білий пішак · g4 чорний пішак · f3 білий кінь · g3 білий пішак · g2 білий слон · g1 білий король | f8 білий слон · a7 чорний слон · c7 білий пішак · d7 чорний пішак · f7 чорний пішак · h7 чорний кінь · a6 біла тура · b6 чорний слон · e6 чорний король · f6 чорний ферзь · h6 білий ферзь · c5 біла тура · e5 чорний пішак · g5 білий пішак · g4 чорний пішак · f3 білий кінь · g3 білий пішак · g2 білий слон · g1 білий король | f8 білий слон · a7 чорний слон · c7 білий пішак · d7 чорний пішак · f7 чорний пішак · h7 чорний кінь · a6 біла тура · b6 чорний слон · e6 чорний король · f6 чорний ферзь · h6 білий ферзь · c5 біла тура · e5 чорний пішак · g5 білий пішак · g4 чорний пішак · f3 білий кінь · g3 білий пішак · g2 білий слон · g1 білий король | f8 білий слон · a7 чорний слон · c7 білий пішак · d7 чорний пішак · f7 чорний пішак · h7 чорний кінь · a6 біла тура · b6 чорний слон · e6 чорний король · f6 чорний ферзь · h6 білий ферзь · c5 біла тура · e5 чорний пішак · g5 білий пішак · g4 чорний пішак · f3 білий кінь · g3 білий пішак · g2 білий слон · g1 білий король | f8 білий слон · a7 чорний слон · c7 білий пішак · d7 чорний пішак · f7 чорний пішак · h7 чорний кінь · a6 біла тура · b6 чорний слон · e6 чорний король · f6 чорний ферзь · h6 білий ферзь · c5 біла тура · e5 чорний пішак · g5 білий пішак · g4 чорний пішак · f3 білий кінь · g3 білий пішак · g2 білий слон · g1 білий король | f8 білий слон · a7 чорний слон · c7 білий пішак · d7 чорний пішак · f7 чорний пішак · h7 чорний кінь · a6 біла тура · b6 чорний слон · e6 чорний король · f6 чорний ферзь · h6 білий ферзь · c5 біла тура · e5 чорний пішак · g5 білий пішак · g4 чорний пішак · f3 білий кінь · g3 білий пішак · g2 білий слон · g1 білий король | f8 білий слон · a7 чорний слон · c7 білий пішак · d7 чорний пішак · f7 чорний пішак · h7 чорний кінь · a6 біла тура · b6 чорний слон · e6 чорний король · f6 чорний ферзь · h6 білий ферзь · c5 біла тура · e5 чорний пішак · g5 білий пішак · g4 чорний пішак · f3 білий кінь · g3 білий пішак · g2 білий слон · g1 білий король | 3 |
| 2 | f8 білий слон · a7 чорний слон · c7 білий пішак · d7 чорний пішак · f7 чорний пішак · h7 чорний кінь · a6 біла тура · b6 чорний слон · e6 чорний король · f6 чорний ферзь · h6 білий ферзь · c5 біла тура · e5 чорний пішак · g5 білий пішак · g4 чорний пішак · f3 білий кінь · g3 білий пішак · g2 білий слон · g1 білий король | f8 білий слон · a7 чорний слон · c7 білий пішак · d7 чорний пішак · f7 чорний пішак · h7 чорний кінь · a6 біла тура · b6 чорний слон · e6 чорний король · f6 чорний ферзь · h6 білий ферзь · c5 біла тура · e5 чорний пішак · g5 білий пішак · g4 чорний пішак · f3 білий кінь · g3 білий пішак · g2 білий слон · g1 білий король | f8 білий слон · a7 чорний слон · c7 білий пішак · d7 чорний пішак · f7 чорний пішак · h7 чорний кінь · a6 біла тура · b6 чорний слон · e6 чорний король · f6 чорний ферзь · h6 білий ферзь · c5 біла тура · e5 чорний пішак · g5 білий пішак · g4 чорний пішак · f3 білий кінь · g3 білий пішак · g2 білий слон · g1 білий король | f8 білий слон · a7 чорний слон · c7 білий пішак · d7 чорний пішак · f7 чорний пішак · h7 чорний кінь · a6 біла тура · b6 чорний слон · e6 чорний король · f6 чорний ферзь · h6 білий ферзь · c5 біла тура · e5 чорний пішак · g5 білий пішак · g4 чорний пішак · f3 білий кінь · g3 білий пішак · g2 білий слон · g1 білий король | f8 білий слон · a7 чорний слон · c7 білий пішак · d7 чорний пішак · f7 чорний пішак · h7 чорний кінь · a6 біла тура · b6 чорний слон · e6 чорний король · f6 чорний ферзь · h6 білий ферзь · c5 біла тура · e5 чорний пішак · g5 білий пішак · g4 чорний пішак · f3 білий кінь · g3 білий пішак · g2 білий слон · g1 білий король | f8 білий слон · a7 чорний слон · c7 білий пішак · d7 чорний пішак · f7 чорний пішак · h7 чорний кінь · a6 біла тура · b6 чорний слон · e6 чорний король · f6 чорний ферзь · h6 білий ферзь · c5 біла тура · e5 чорний пішак · g5 білий пішак · g4 чорний пішак · f3 білий кінь · g3 білий пішак · g2 білий слон · g1 білий король | f8 білий слон · a7 чорний слон · c7 білий пішак · d7 чорний пішак · f7 чорний пішак · h7 чорний кінь · a6 біла тура · b6 чорний слон · e6 чорний король · f6 чорний ферзь · h6 білий ферзь · c5 біла тура · e5 чорний пішак · g5 білий пішак · g4 чорний пішак · f3 білий кінь · g3 білий пішак · g2 білий слон · g1 білий король | f8 білий слон · a7 чорний слон · c7 білий пішак · d7 чорний пішак · f7 чорний пішак · h7 чорний кінь · a6 біла тура · b6 чорний слон · e6 чорний король · f6 чорний ферзь · h6 білий ферзь · c5 біла тура · e5 чорний пішак · g5 білий пішак · g4 чорний пішак · f3 білий кінь · g3 білий пішак · g2 білий слон · g1 білий король | 2 |
| 1 | f8 білий слон · a7 чорний слон · c7 білий пішак · d7 чорний пішак · f7 чорний пішак · h7 чорний кінь · a6 біла тура · b6 чорний слон · e6 чорний король · f6 чорний ферзь · h6 білий ферзь · c5 біла тура · e5 чорний пішак · g5 білий пішак · g4 чорний пішак · f3 білий кінь · g3 білий пішак · g2 білий слон · g1 білий король | f8 білий слон · a7 чорний слон · c7 білий пішак · d7 чорний пішак · f7 чорний пішак · h7 чорний кінь · a6 біла тура · b6 чорний слон · e6 чорний король · f6 чорний ферзь · h6 білий ферзь · c5 біла тура · e5 чорний пішак · g5 білий пішак · g4 чорний пішак · f3 білий кінь · g3 білий пішак · g2 білий слон · g1 білий король | f8 білий слон · a7 чорний слон · c7 білий пішак · d7 чорний пішак · f7 чорний пішак · h7 чорний кінь · a6 біла тура · b6 чорний слон · e6 чорний король · f6 чорний ферзь · h6 білий ферзь · c5 біла тура · e5 чорний пішак · g5 білий пішак · g4 чорний пішак · f3 білий кінь · g3 білий пішак · g2 білий слон · g1 білий король | f8 білий слон · a7 чорний слон · c7 білий пішак · d7 чорний пішак · f7 чорний пішак · h7 чорний кінь · a6 біла тура · b6 чорний слон · e6 чорний король · f6 чорний ферзь · h6 білий ферзь · c5 біла тура · e5 чорний пішак · g5 білий пішак · g4 чорний пішак · f3 білий кінь · g3 білий пішак · g2 білий слон · g1 білий король | f8 білий слон · a7 чорний слон · c7 білий пішак · d7 чорний пішак · f7 чорний пішак · h7 чорний кінь · a6 біла тура · b6 чорний слон · e6 чорний король · f6 чорний ферзь · h6 білий ферзь · c5 біла тура · e5 чорний пішак · g5 білий пішак · g4 чорний пішак · f3 білий кінь · g3 білий пішак · g2 білий слон · g1 білий король | f8 білий слон · a7 чорний слон · c7 білий пішак · d7 чорний пішак · f7 чорний пішак · h7 чорний кінь · a6 біла тура · b6 чорний слон · e6 чорний король · f6 чорний ферзь · h6 білий ферзь · c5 біла тура · e5 чорний пішак · g5 білий пішак · g4 чорний пішак · f3 білий кінь · g3 білий пішак · g2 білий слон · g1 білий король | f8 білий слон · a7 чорний слон · c7 білий пішак · d7 чорний пішак · f7 чорний пішак · h7 чорний кінь · a6 біла тура · b6 чорний слон · e6 чорний король · f6 чорний ферзь · h6 білий ферзь · c5 біла тура · e5 чорний пішак · g5 білий пішак · g4 чорний пішак · f3 білий кінь · g3 білий пішак · g2 білий слон · g1 білий король | f8 білий слон · a7 чорний слон · c7 білий пішак · d7 чорний пішак · f7 чорний пішак · h7 чорний кінь · a6 біла тура · b6 чорний слон · e6 чорний король · f6 чорний ферзь · h6 білий ферзь · c5 біла тура · e5 чорний пішак · g5 білий пішак · g4 чорний пішак · f3 білий кінь · g3 білий пішак · g2 білий слон · g1 білий король | 1 |
|   | a | b | c | d | e | f | g | h |   |

FEN: 5B2/b1Pp1p1n/Rb2kq1Q/2R1p1P1/6p1/5NP1/6B1/6K1

1. Kf1! ~ 2. Rxe5#
1. ... Kf5 2. Sd4#
- — - — - — -
1. ... gf    2. Bh3#
1. ... d6   2. c8Q#
1. ... S:f8 2. Qxf6#
В задачі один з  чорних слонів є перетворений.
Після вступного ходу для створення загрози білі розв'язують білу туру «с5» (фігура «А»), але при цьому зв'язується білий кінь (фігура «В»). Для захисту від загрози чорні розв'язують свого ферзя фігура «а», але при цьому зв'язують свого пішака «е5» (фігура «b») і розв'язують білого коня (фігура «В»), який наступним ходом оголошує мат на зв'язку пішака (фігура «b»).